# Vanessa Mariño
Vanessa Mariño es una modelo y presentadora española.

## Biografía
Nació en Galicia en el año 1981. Con 18 años, fue elegida chica Interviú de Vigo en 2000 y por ello fue portada en dicha publicación y participó en la gala final para ser Chica Interviú, la cual no ganó.
Estas fotos en la mencionada revista, le habían desposeído de los títulos de Miss Galicia y Miss Lugo ya que la organización aprobó que incumplía una de las cláusulas del certamen, pero Vanessa recuperó sus dos títulos y pudo participar en la gala de Miss España 2002. En el año 2005, volvió a ser portada de Interviú.
Al año siguiente, participó en el reality de Telecinco Esta cocina es un infierno, siendo la tercera expulsada del programa. 
Vanessa trabajó durante varios años en el programa Striscia la notizia del Canale 5, canal italiano y debido a ello vivió en Milán.
En 2009, regresó a su país, y dos años después presentó en el Tinglado del Puerto de Vigo, su gama de joyas para su comercialización llamada Redz jewels.